# Marija Zankovecka
Marija Zankovecka (ukrajinski: Марія Заньковецька), rođena kao Marija Kostjantjinivna Adasovska (Zankiv, Ukrajina, 4. kolovoza 1854. – Kijev, 4. listopada 1934.) - ukrajinska kazališna glumica, dobitnica nagrade ukrajinske narodne umjetnice (1922. godine).
Potjecala je iz mnogobrojne obitelji nižeg plemstva i studirala dramu na Helsinškom konzervatoriju.
Supruga je kapetana, započela je s nastupima na pozornicama u amaterskim grupama, a zatim je započela 1882. godine, pod pseudonimom Zankovecka (po selu Zankivu, gdje je rođena), u profesionalnoj kazališnoj grupi, nastupajući u ukrajinskim i ruskim kazalištima. Njena je popularnost rasla pa je 1887. godine pozvana u Sankt Peterburgu, da nastupa ispred cara Aleksandra III. i carske obitelji. Tadašnji kritičari uspoređivali su je sa Sarah Bernhardt, njena gluma bila je izuzetno ženstvena, jednostavna i prirodna.
U svojoj profesionalnoj karijeri imala je preko 30 uloga. Njezini su likovi bili dramatične junakinje. Svojim mezzosopranom često je pjevala ukrajinske narodne pjesme.
Trijumfalno je proslavila 40. godišnjicu svoje karijere 1922. godine te dobila titulu ukrajinske narodne umjetnice, kao prva osoba do tada.
Marija Zankovecka je umrla u Kijevu 4. listopada 1934. i pokopana je na groblju Baikove.